# Едмонд Фішер
Едмонд Генрі Фішер (англ. Edmond H. Fischer); 6 квітня 1920, Шанхай, Китай — 27 серпня 2021) — швейцарський американський біохімік, лауреат Нобелівської премії з фізіології і медицини 1992 року "За відкриття, що стосуються оборотного білкового фосфорилювання як механізму біологічної регуляції ". Почесний професор Університету Вашингтона (Сієтл).

## Біографія
Едмонд Фішер народився в Шанхаї (Китай) 6 квітня 1920 року. Його дід по батьковій лінії переїхав з Франції, де народився і жив, спочатку в Індокитаї, а потім у Китаї. У Китаї ж він заснував газету французькою мовою «Китайський кур'єр» (Courrier de Chine) і французьку муніципальну школу, в яку і ходив в дитинстві Фішер. У сім років його відправили у школу в Швейцарію. Фішер закінчив Женевський університет (Женева) і отримав там же докторський ступінь. Його основна робота присвячена дослідженню та характеристиці ферменту амілази. На початку 1950-х років Фішер переїхав в Університет Вашингтона у Сієтлі, де зараз він — почесний професор.

## Науковий внесок
Едмонд Фішер і Едвін Кребс почали співпрацю через шість місяців після переїзду Фішера до Університету Вашингтона. Вони вивчали фермент глікогенфосфорилазу і виявили, що серія реакцій, що викликаються гормонами і кальцієм, призводить до активації-інактивації цього ферменту. Активація-інактивація ферменту викликалася його оборотним фосфорилюванням. Процес, який відкрили Фішер і Кребс, каталізується двома ферментами: протеїнкіназами та фасфатазами. Протеїнкінази (найпоширеніша з них — тирозинкіназа) переносить фосфатну групу з АТФ на гідроксильну групу ферменту. При цьому конформація ферменту змінюється і він стає каталітично активним. Потім білкова фосфатаза відщеплює фосфатну групу і фермент повертається в початкову неактивну форму. Виявилося, що таке циклічне регулювання ферментативної активності та відповідних метаболічних процесів надзвичайно широко поширене в природі.
У 1992 році за відкриття оборотного білкового фосфорилювання Фішер і Кребс отримали Нобелівську премію з фізіології або медицини.